# Brakel (Belgien)
Brakel ist eine Gemeinde in der Denderstreek in der Provinz Ostflandern in Belgien.

## Geographie
Geographisch schließt Brakel im Süden bei der südflämischen Hügellandschaft an, die durch den Kluisberg, Hotondberg, Muziekberg, Pottelberg und den Rodenberg bestimmt werden. Der nördliche Teil Brakels läuft aus in das Zwalmvallei. Geologisch sind die Hügel aus tertiären Sedimenten aufgebaut, hauptsächlich handelt es sich um Lehmgründe. Brakel formt einen Teil der Flämischen Ardennen.

## Geschichte
Brakel entlehnte seinen Namen von seinen zwei Teilgemeinden Nederbrakel und Opbrakel. Sie selbst sind abkünftig vom karolingischen villa „Braglo“, das schon 866 erwähnt wurde und sich am Ort des heutigen Dorfkerns von Opbrakel befand.

## Gemeindegliederung
1970 wurden die Gemeinden Elst, Michelbeke, Nederbrakel, Opbrakel und Zegelsem zur Gemeinde Brakel zusammengefasst. 1975 kamen noch Everbeek, Parike und ein Teil von Sint-Maria-Oudenhove hinzu.

### Elst

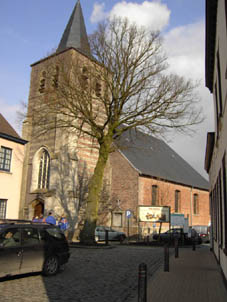
Platz an der Elster Kirche

Elst war bis 1971 eine selbstständige Gemeinde, gelegen auf einem Hügelrücken zwischen den Gewässern Perlinckbeek und dem Fluss Zwalm an der Grenze der flämischen Ardennen im Zwalmstreek. Elst wurde erstmals 977 erwähnt. Bei Elst gibt es in der Umgebung einige Mühlen, wobei die Perlinckmolen nicht nur die älteste von diesen ist, sondern auch zu den ältesten Belgiens gehört. Die Mühle wurde noch früher als der Ort erwähnt, nämlich schon 868. Es handelte sich um eine Wassermühle, die bis zum 15. Oktober 1974 in Betrieb war. Die anderen noch bestehenden Mühlen in der Umgebung ist De Ooievaarsmolen, eine steinerne Windmühle, von der allein nur noch der Rumpf steht. Errichtet 1841, wurde sie nach dem Brand 1927 entmantelt.
Die Dorfkirche ist der Patronin von Elst, der heiligen Apollonia, geweiht. Die im Wesentlichen alte mittelalterliche Kirche steht auf einer Höhe von 96 Metern. Aufgrund von Alter und Lage blieb sie im Bildersturm 1566 verschont. Zwischen 1600 und 1621 wurden Restaurierungsarbeiten an der damals schon alten Kirche durchgeführt. Die Dachdecke aus Stroh, das Schiff und der Turm wurden wiederhergestellt. Die Kirche wurde 1778 aufs Neue geweiht, nachdem ein zügiger Neu- bzw. Umbau vollzogen wurde. Vom Gebäude selbst ist der Turm noch am ältesten. Erst mit der neuen Weihe wurde sie zur Kirche St. Apollonia, zuvor war sie eine Liebfrauenkirche.
Der neue Kirchenname lockte viele Pilger nach Elst, da man die heilige Apollonia gegen Zahnschmerzen anrief. Den Wallfahrern wurde durch die Dorfbewohner eine leichte weiche Form von Pfannkuchen verkauft, die Geutelingen. Dieser auch gebäckartige Pfannkuchen wurde in vielen Dörfern der umliegenden Landstriche bis in die 1940er Jahre gebacken, danach verschwand diese Lokalspezialität beinahe vollständig, so dass es schlagzeilenwürdig war, als die Jugend von Elst 1972 davon ein paar Hundert backte. 1981 wurde in Elst ein Geutelingenkomitee errichtet, und man backt jedes Jahr im Februar massenweise Geutelingen. Am ersten Sonntag nach dem 9. Februar gibt es sogar ein Fest, die Geutelingenkermis bzw. das Geutelingenfest. Elst wird daher auch das „Geutelingendorf“ genannt.

### Everbeek

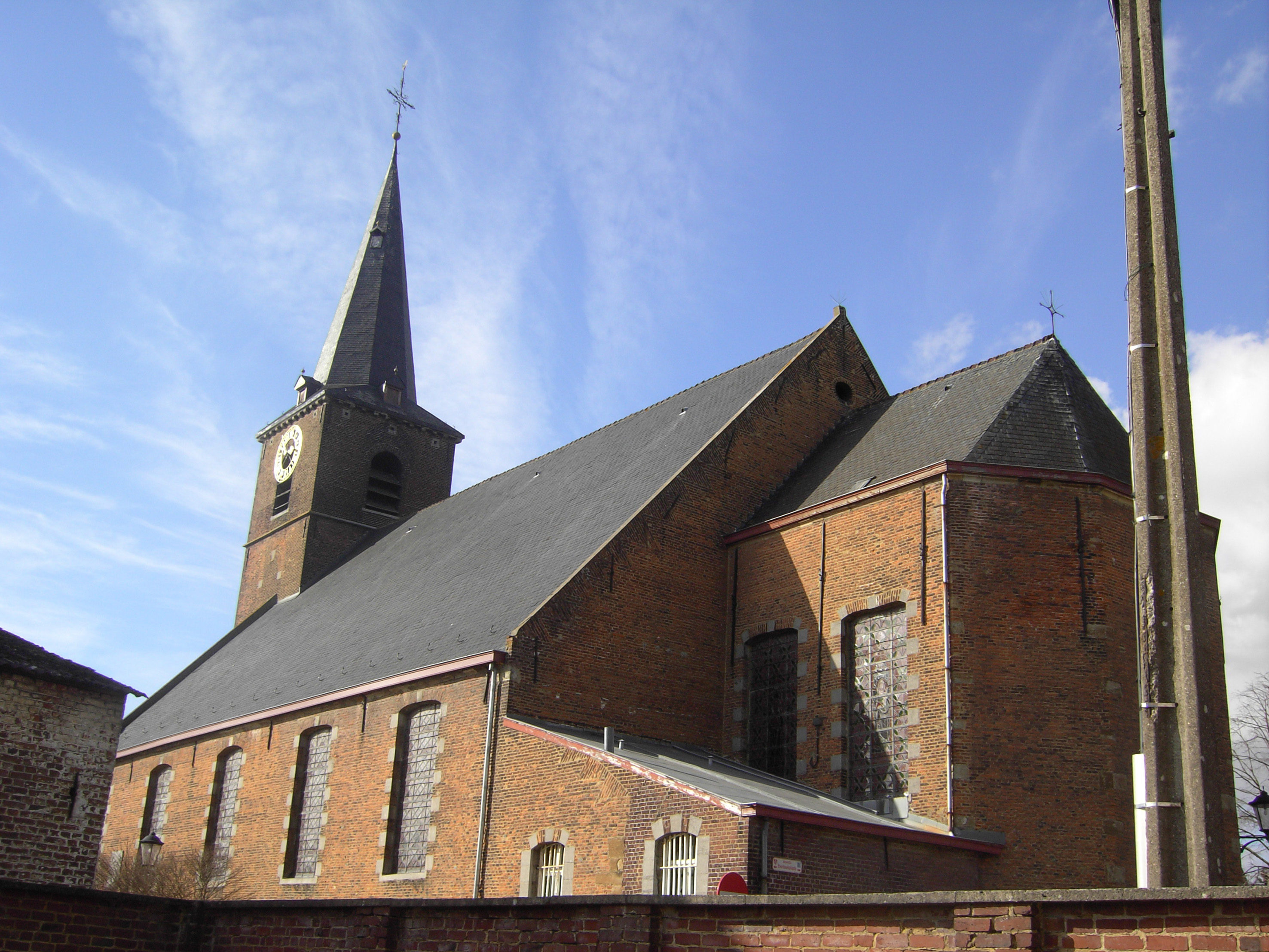
Die Kirche von Everbeek-Beneden

Everbeek (frz.: Everbecq) liegt direkt an der Grenze zu Wallonien. Der alte Dorfkern, Everbeek-Beneden (Unter- bzw. Niedereverbeek) genannt, liegt im Süden des Teilgemeindegebietes. Ein jüngerer Teil Everbeek-Boven (Ober-Everbeek), der auch eine eigene Pfarrei bildet, liegt im Norden. Bei der offiziellen Festlegung der Sprachgrenze wurde die Gemeinde 1963 von der Provinz Hennegau nach Ostflandern verschoben.

### Michelbeke

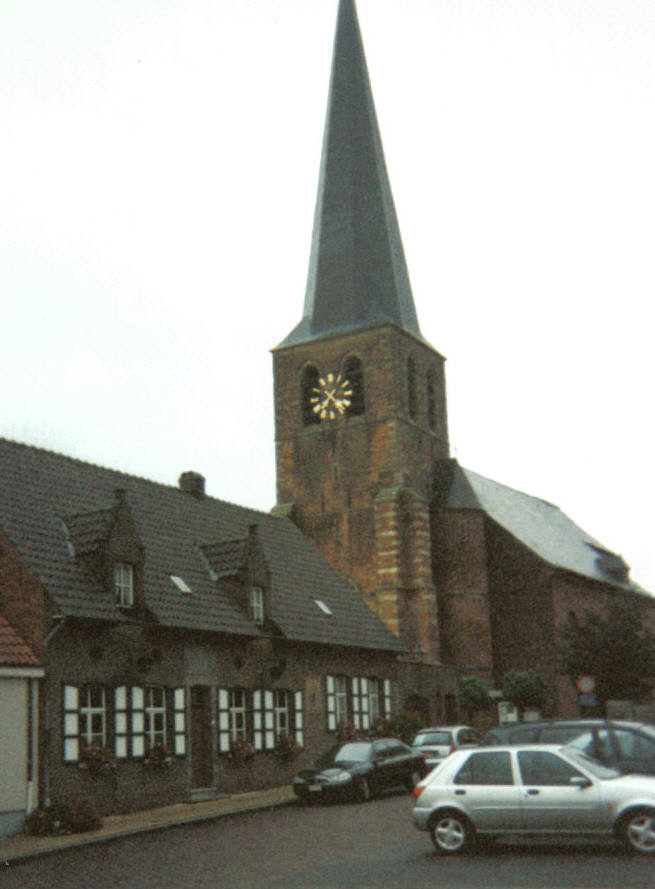
Die Kirche von Michelbeke

Das ländliche Dorf hatte am 1. Januar 2001 902 Einwohner. Erstmals erwähnt wurde es um 1150. Der Name bezeichnet in den germanischen Sprachen einen Modderbach.

Im Mittelalter gehörte Michelbeke zur Baronie von Zottegem. Mitte des 17. Jahrhunderts wurde Micelbeke an Pieter Blondel verkauft, Burgherr/Kastellan von Sint-Maria-Oudenhove, der die Herrschaft (Heerlijkheid) und seit 1675 Baronie Sint-Maria-Oudenhove errichtete. Bei der Entstehung der Gemeinden 1795 wurden die zwei Orte voneinander getrennt und wurden unabhängige Gemeinden. Am 1. Januar 1971 wurde Michelbeke Teil der Fusionsgemeinde Brakel. Sehenswert sind die klassizistische St.-Sebastians-Kirche aus den Jahren 1792–1794 und die Boembekemolen genannte Mühlen am Zwalmbeek. Im Dorf liegt das Instituut Stella Matitutina (Institut Morgenstern), eine Sekundarschule, die bereits seit 1837 besteht und auch Ausbildungen im Bereich Hotel und Tourismus anbietet. Neben dem früheren Michelbeker und nun Brakeler Bürgermeister Herman De Croo wohnt in Michelbeke seit seiner Heirat 2003 mit Eveline Hoorens auch Panamarenko (Henri Van Herwegen), ein bildender Künstler.

#### Bevölkerungsentwicklung
- Quelle: NIS - Anmerkung:1806 bis 1970= Volkszählungen zum 31. Dezember; 2001= Einwohnerzahl am 1. Januar

### Nederbrakel

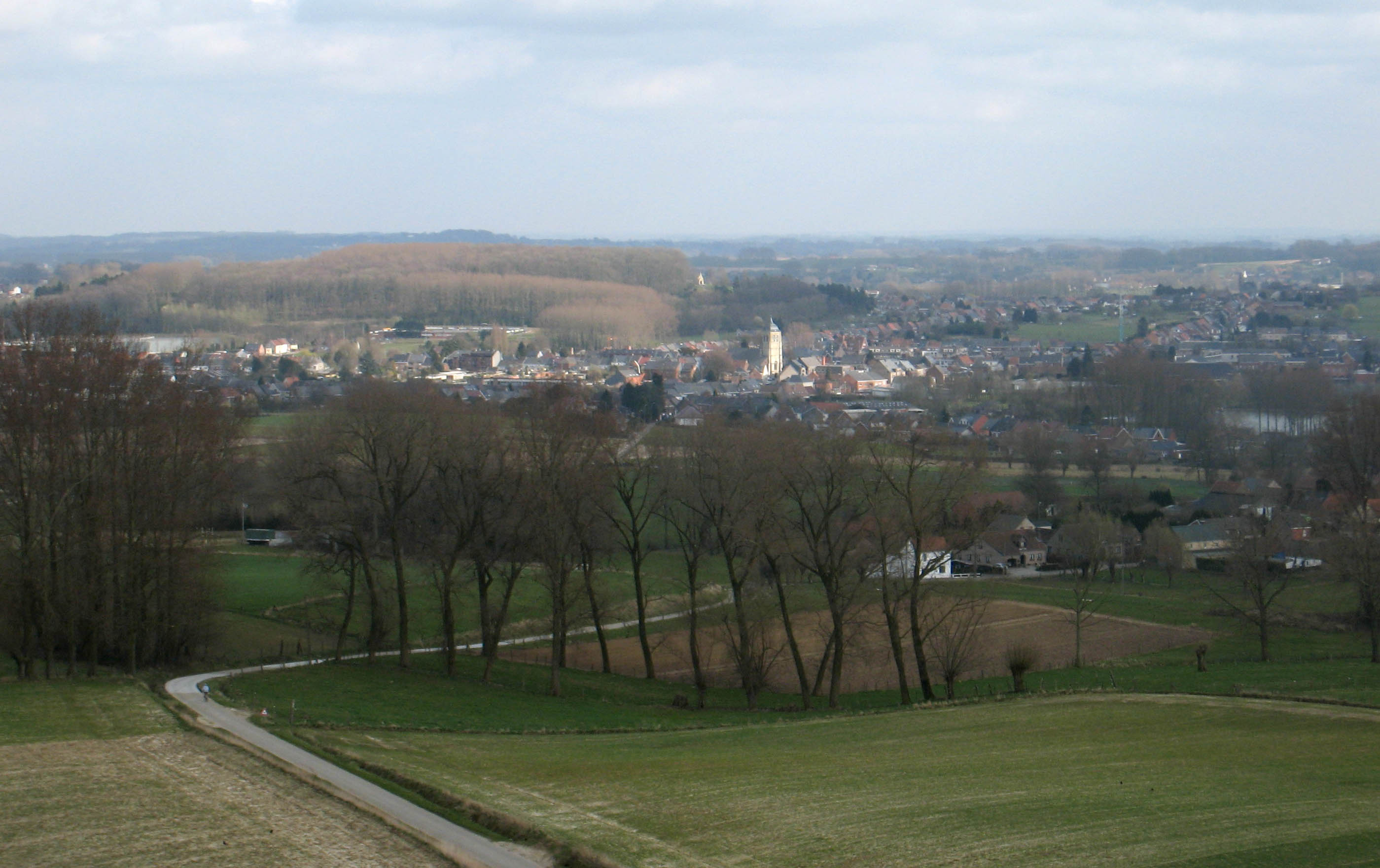
Sicht auf Nederbrakel

Nederbrakel hat ungefähr 6500 Einwohner und ist die größte der Teilgemeinden Brakels. Sehenswert ist die Sint-Pietersbandenkerk. Die Kirche selbst ist jung (vollständige Restaurierung und Neubau 1852), jedoch stammt der gotische Turm aus den Jahren 1515-1571. In ihm hängt ein Glockenspiel 49 klokken. Daneben gibt es noch die Toepkapel, eine Pilgerkapelle auf einem Hügel mit Sicht auf das Dorfzentrum.

### Opbrakel

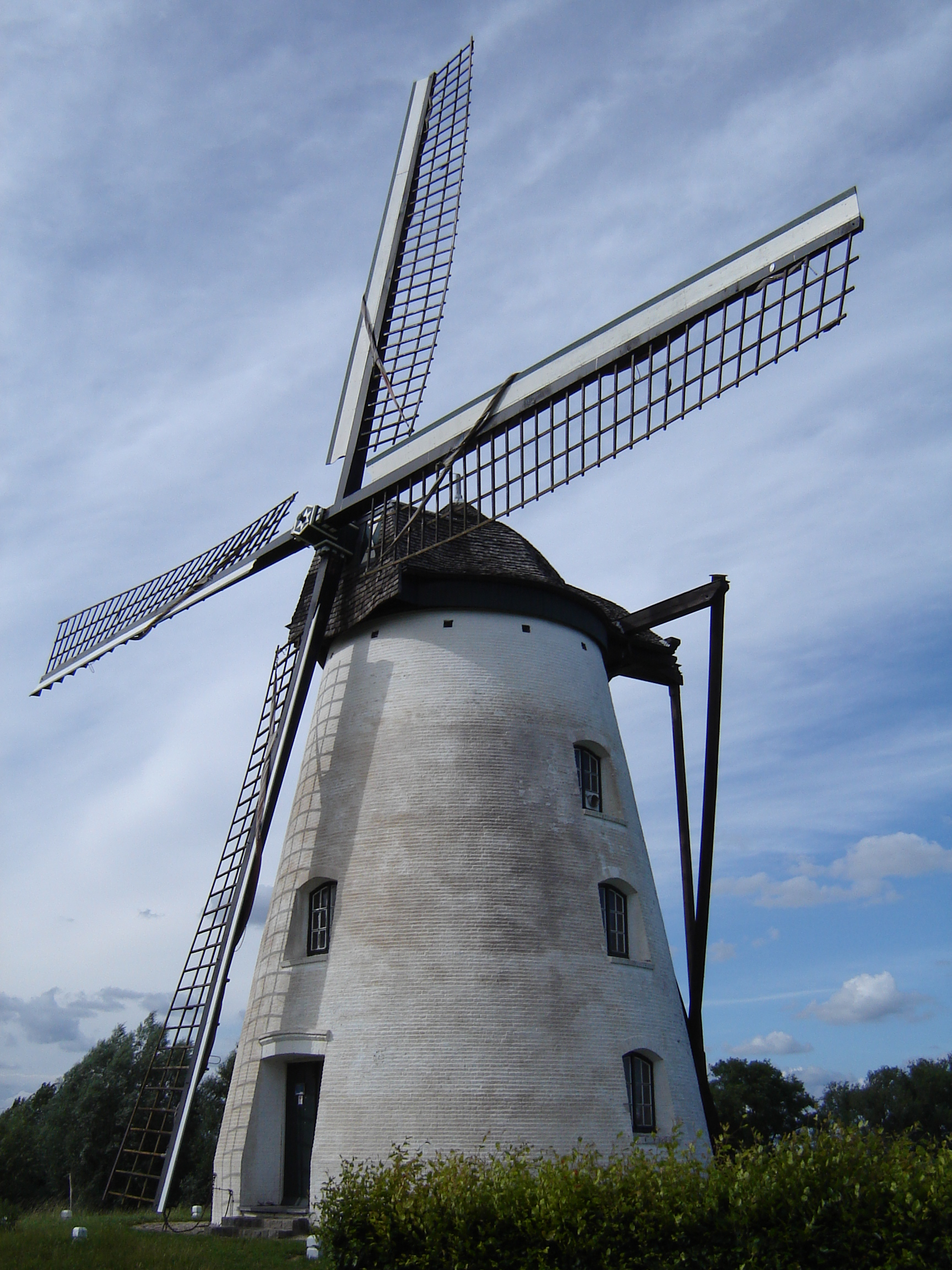
Verrebeekmolen in Opbrakel

Opbrakel hat etwa 1700 Einwohner und ist baulich mittlerweile fast mit dem größeren Nederbrakel verbunden.
Sehenswert sind die steinerne Windmühle (Verrebeekmolen) und die denkmalgeschützte St. Martinskirche, deren Turm aus dem 13. Jahrhundert stammt. Darüber hinaus gibt es hier eine bekannte alte römische Heerstraße, den „Brunehildeweg“, der die französische Stadt Bavay mit Gent verband und bei dem es sich um einen der ältesten Verbindungswege zwischen Flandern und dem Hennegau handelt.
Von 1907 bis 1921 war Jozef Bal Pfarrer in Opbrakel, er erstellte ab 1893 das erste bekannte niederländischsprachige enzyklopädische Wörterbuch.
In den 1970er Jahren wurden in Brakel die Ausstrahlungen für den Radiosender Radio Mi Amigo illegal aufgenommen.
Seit 1988 wurde hier das größte ländliche Erholungsheim von Ostflandern errichtet, das St. Franziskushaus. (Sint Franciscustehuis). Nicht nur für die Qualität seiner Betreuung, aber auch für seine Pioniersrolle beim Einführen von Haustieren in Betreuungsinstitutionen ist es bekannt.

### Parike

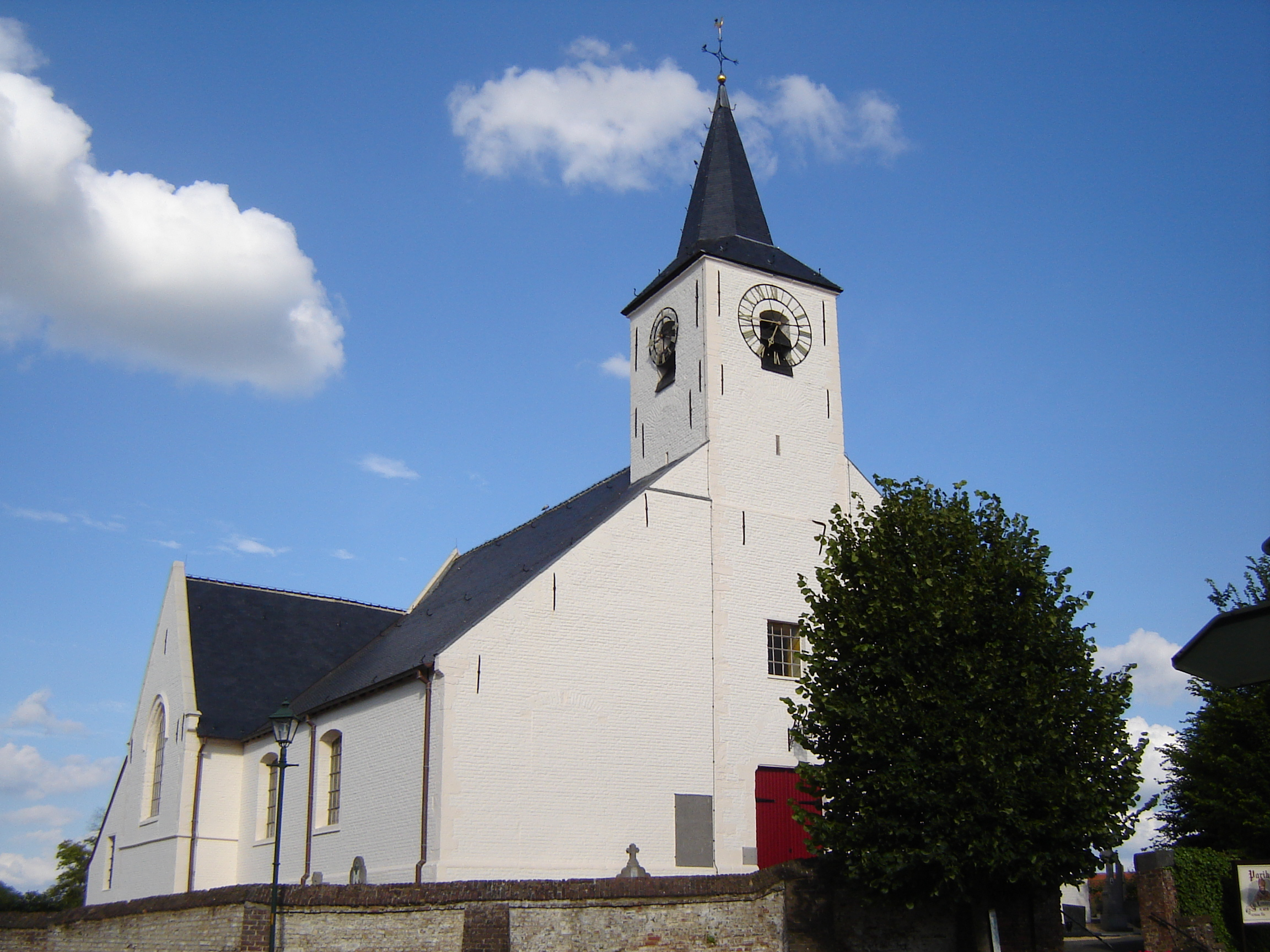
St. Lambertkirche in der Teilgemeinde Parike

Die älteste Erwähnung datiert auf das Jahr 866. 1453 wurde das Dorf durch die Genter in der Folge des Aufstandes gegen den Herzog von Burgund niedergebrannt. Dem hat Parike auch die Bezeichnung als „Das verbrannte Dorf“ zu verdanken. Daher kommt es auch, dass hier auch das Ereignis „Walmke Brand“ am letzten Februarsonntag stattfindet.
Die St. Lambertkirche steht unter Denkmalschutz. Sie ist aufgrund ihrer Möblierung im Louis XIV.-Stil. und der Kanzel im Louis XIII.-Stil einen Besuch werd. 2005 wurde die Kirche vollständig restauriert.

### Sint-Maria-Oudenhove
Sint-Maria-Oudenhove gehört nur teilweise zur Gemeinde Brakel, der Rest gehört zu Zottegem.

### Zegelsem

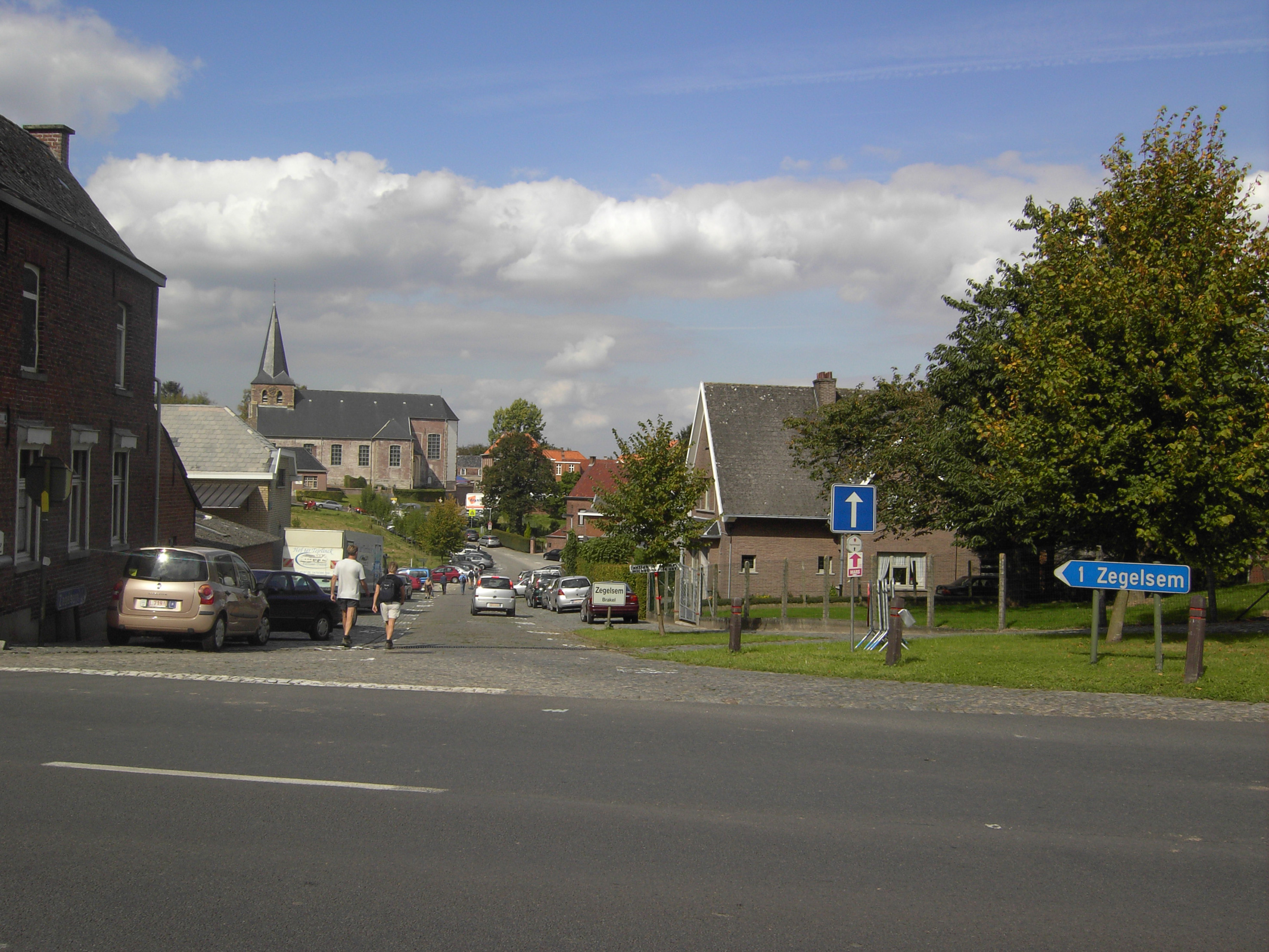
Allgemeine Ansicht von Zegelsem

Zegelsem hat etwa 1050 Einwohner und eine Fläche von etwa 900 ha. Die örtliche Kirche hat den heiligen Ursmarus zum Schutzpatron. Zegelsem wird auch das „kasseidorp“ (Kopfsteinpflasterdorf) genannt, weil es dergleichen so viele im und um den Ort gibt. Der Haaghoek, ein solcher Weg von 1,9 km Länge nach Horebeke wurde 1995 offiziell unter Schutz gestellt und in Zegelsem werden jährlich ein Kopfsteinpflasterfest, die Kasseifeesten abgehalten. Sie bestehen aus einem Rummel, einer Wandertour, einem Kopfsteinpflasterweitwurf und allerlei anderer Aktivitäten. Bekannte Einwohner von Zegelsem sind Marijn Devalck (1951), sowie die Schriftsteller Isidoor Teirlinck (hier am 2. Januar 1951 geboren) und dessen Sohn Herman Teirlinck der hier als Kind bei seinen Großeltern aufwuchs.

## Politik
Aktueller (2008) Bürgermeister von Brakel ist Herman De Croo, der vor der Eingemeindung von Michelbeke noch dessen Bürgermeister war.

## Bekannte Personen

### Geboren in Brakel
- Lietbertus von Kamerich (* 1010), Bischof von Kamerich (Cambrai)
- Doctor Triverius (* 1504), Lektor an der katholischen Universität Leuven
- Jean-Henri de Coene (1798–1866), Maler
- Staf de Clercq (* 1884), Politiker und Kollaborateur
- Albert de Vleeschauwer (1897–1971), Politiker und Baron
- Luc Alfons De Hovre (1926–2009), Weihbischof von Mechelen-Brüssel
- Herman De Croo (* 1937), Politiker
- Luk Van Mello (* 1950), Schauspieler
- Marc Vanwymeersch (* 1951), Schriftsteller (Pseudonym: Yvan Schwerme)
- Laurenzo Lapage (* 1966), Radrennfahrer und Sportlicher Leiter
- Serge Baguet (1969–2017), Radrennfahrer
- Peter Van Petegem (* 1970), Radrennfahrer
- Sandy Martens (* 1972), Fußballer

### Wohnhaft in Brakel
- Marijn De Valck, auch bekannt als Marino Falco (* 1951), Sänger und Schauspieler in FC De Kampioenen
- Robbie McEwen (* 1972), australischer Radrennfahrer
- Panamarenko (1940–2019), bildender Künstler, wohnhaft in Michelbeke
- Hilde De Baerdemaeker, Schauspielerin (Hauptrolle in der VTM-Serie 'louislouise') wohnhaft in Elst
- Herman De Croo (* 1937), Politiker
- Alexander De Croo (* 1975), Politiker